# Göksun
Göksun (ehemals Koksen) ist eine Stadtgemeinde (Belediye) im gleichnamigen Ilçe (Landkreis) der Provinz Kahramanmaraş in der türkischen Mittelmeerregion und gleichzeitig ein Stadtbezirk der 2012 gebildeten Büyükşehir belediyesi Kahramanmaraş (Großstadtgemeinde/Metropolprovinz). Seit der Gebietsreform 2013 ist die Gemeinde flächen- und einwohnermäßig identisch mit dem Landkreis.
Göksun liegt im Nordwesten der Provinz/Büyükşehir und grenzt extern im Westen an die Provinz Adana und im Norden an die Provinz Kayseri. Afşin, Ekinözü, Onikişubat und Andırın sind vom Nordosten bis zum Süden die Nachbargemeinden/-stadtbezirke. Die Stadt liegt am Fluss Göksun Çayı.
Die im Stadtlogo vorhandene Jahreszahl (1907) dürfte auf das Jahr der Ernennung zur Stadtgemeinde (türk.: Belediye) hinweisen.
Der Kreis (bzw. Kaza als Vorgänger) bestand schon vor Gründung der Türkischen Republik 1923. Zur ersten Volkszählung 1927 (damals noch als Keuqusonn / franz.) zählte man 18.202 Einwohner in 67 Dörfern und 2.516 Einw. im gleichnamigen Verwaltungssitz (Merkez).
Bis Ende 2012 bestand der Landkreis neben der Kreisstadt aus den sechs Stadtgemeinden Bozhüyük, Büyükkızılcık, Çardak, Değirmendere, Ericek und Kanlıkavak sowie 53 Dörfern (Köy) in zwei Bucaks, die während der Verwaltungsreform ab 2013 in Mahalle (Stadtviertel/Ortsteile) überführt wurden. Die acht existierenden Mahalle der Kreisstadt blieben erhalten, während die Mahalle der sechs anderen Belediye vereint und zu je einem Mahalle reduziert wurden. Durch Herabstufung dieser Belediye und der Dörfer zu Mahalle stieg deren Zahl auf 68 an. Ihnen steht ein Muhtar als oberster Beamter vor.
Ende 2020 lebten durchschnittlich 724 Menschen in jedem dieser (jetzt) 72 Mahalle, 4.010 Einw. im bevölkerungsreichsten (Kurtuluş Mah.).

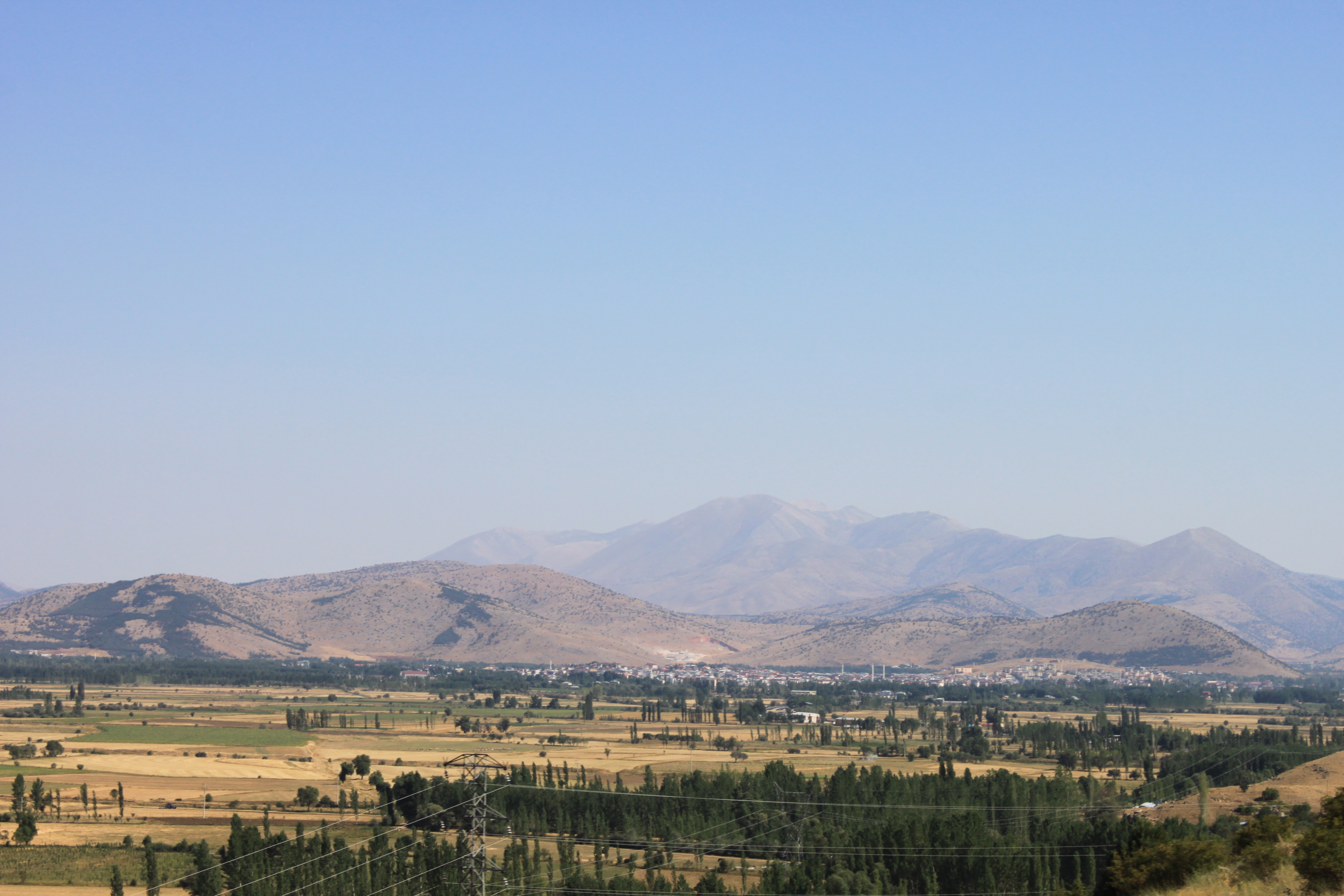
Göksun von Osten aus.

## Persönlichkeiten
- Yusuf Dikeç (* 1973), Sportschütze